# Thalamy
Thalamy è un comune francese di 103 abitanti situato nel dipartimento della Corrèze nella regione della Nuova Aquitania.

## Storia

### Simboli
Lo stemma comunale è stato adottato il 31 marzo 1986.

## Società

### Evoluzione demografica
Abitanti censiti